# 臺南市立和順國民中學
臺南市立和順國民中學，簡稱和順國中、和中，是位在中華民國臺南市安南區中洲寮的一所國民中學，接近國立台灣歷史博物館，主要學區為臺南市安南區和順國民小學及臺南市安南區長安國民小學。現任校長為謝連陽。

## 校史
為了紓解臺南市立安順國民中學及臺南市立文賢國民中學學區就學壓力，民國84年（1995年）臺南市政府教育局決定在和順國小旁設立臺南市立和順國民中學，建校預定地多為私有地，徵收時曾不為當地地主諒解。初由時任臺南市立安順國民中學校長沈水柱兼任和順國中籌備處主任，後改由調至臺南市的原高雄縣立田寮國民中學校長林茂生為主任。校區面積3.91公頃，坐落在臺南啟智學校（今國立臺南特殊教育學校）、和順國小之間的「文中四十」用地，主要學區為和順國小、長安國小。和順國中為臺南市（省轄市時期）第19所國中，也是當時位處該市最北的國中。

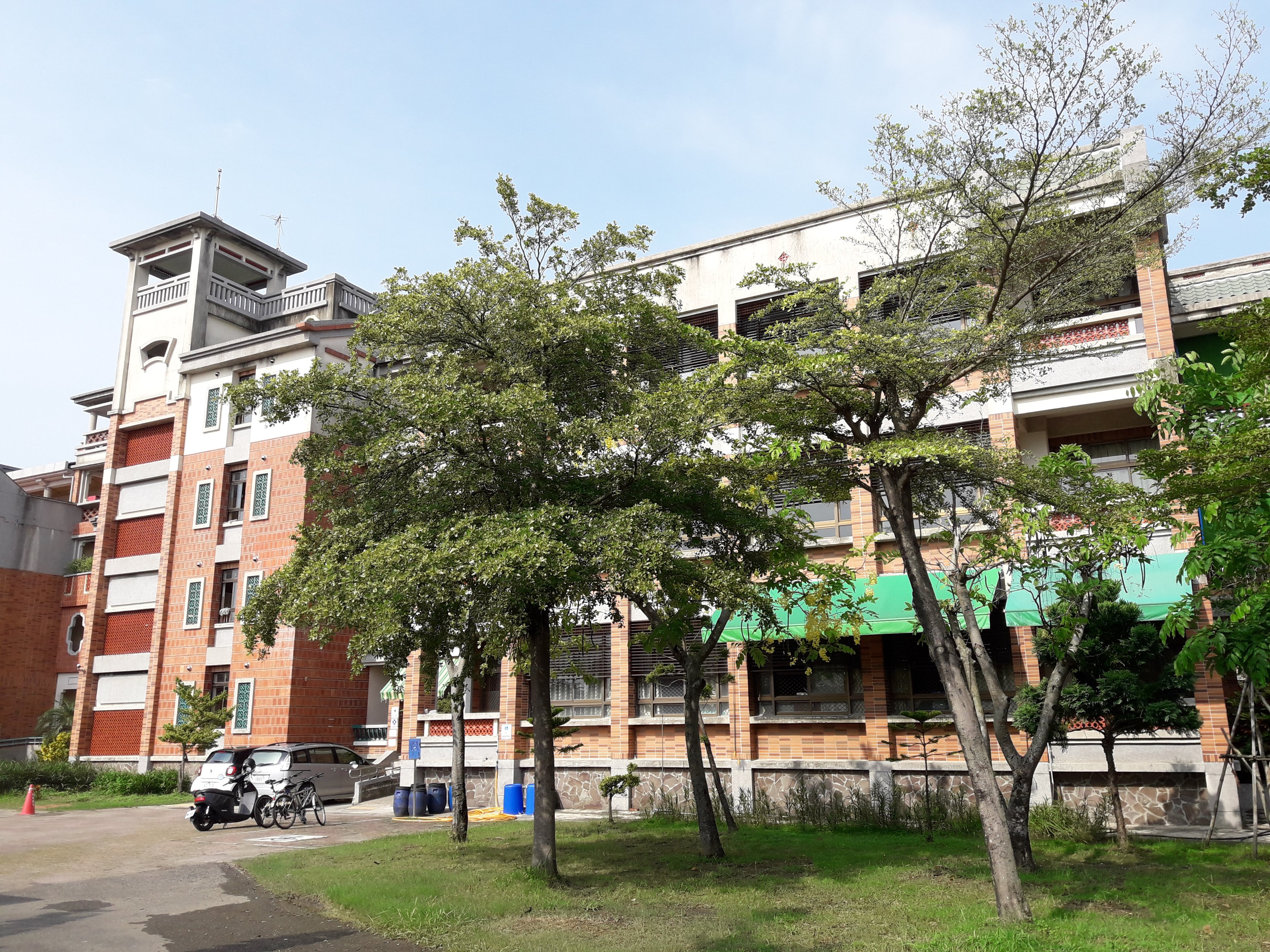
文昌樓

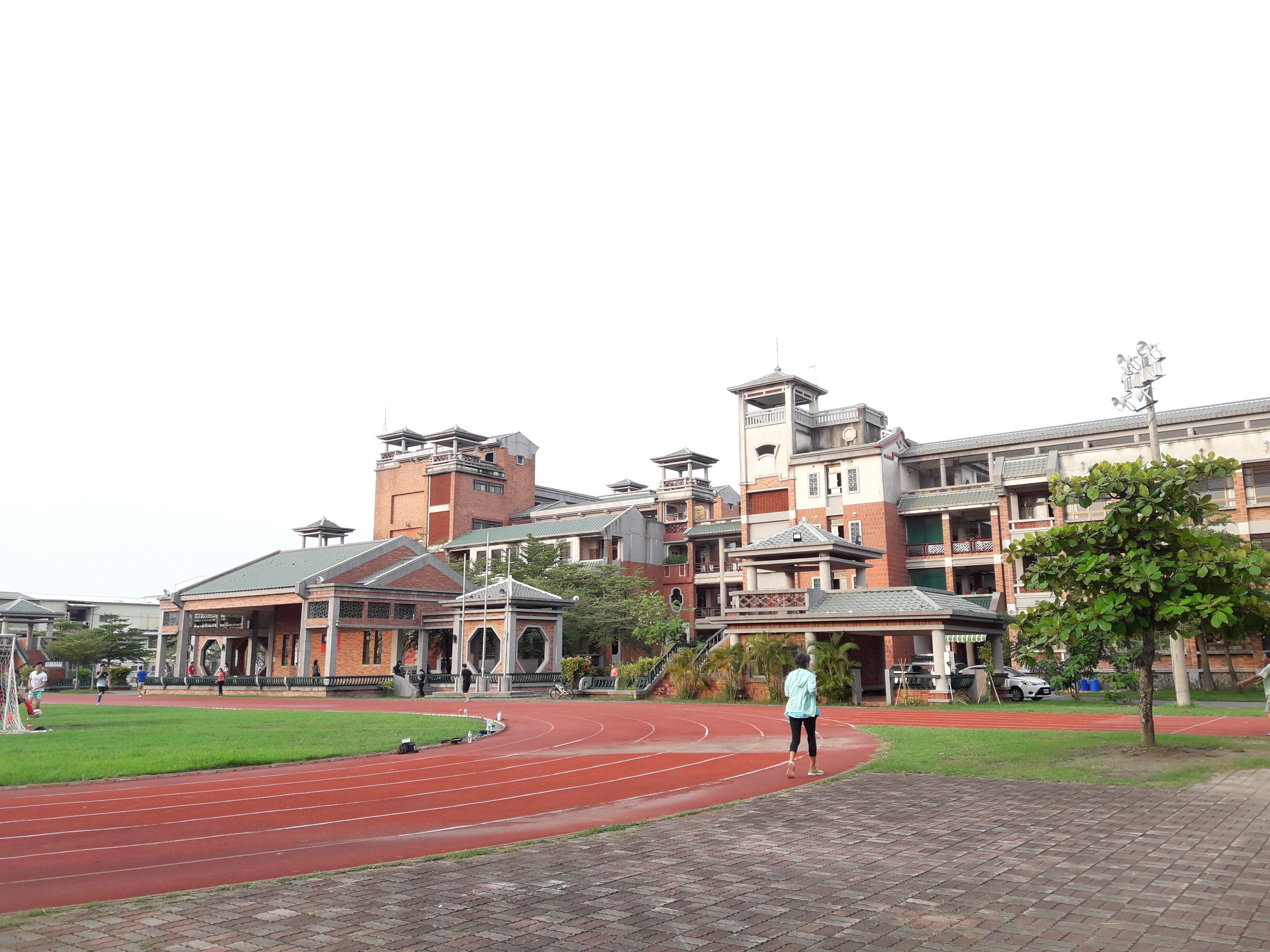
操場

台南市政府於籌辦之初，規劃和順國中為學習型學校示範學校，設定班級數60班。校舍建築進度自1999年起分三年進度，總工程款6.4億元，其中第一期教學大樓在1998年12月29日舉行動工典禮。該校建設風格模仿閩南三合院，象徵本土化，並以校園公園化，無圍牆、開放式的理念設計，也仿效中國古代書院，分成前後三進教學區。
1999年9月，和順國中正式開學，當時校舍尚未完工，先行借用和順國小教室上課。值得一提的是，開學前師生合編的校刊《心境》創刊號即已出版，紀錄創校過程。該校師生後來於2000年5月22日搬進完工的第一期校舍上學。
和順國中國樂社每年舉辦成果發表會，2019年曾和雲林縣立土庫國民中學國樂藝術才能班聯合舉行。